# Roman I. Lekapen
Roman I. Lekapen (grško Ρωμανός Α΄ Λακαπηνός [Rōmanos I Lakapēnos]) je bil armenski poveljnik bizantinske voje mornarice, ki je od leta 920 do odstavitve 16. decembra 944 vladal kot bizantinski cesar, * okoli 870, † 15. junij 948.  

## Poreklo
Roman Lekapen, rojen v Lekapi (Laqabin) med Meliteno on Samosato, od koder izvira njegovo ime, je bil sin armenskega kmeta z zvenečim imenom  Teofilakt Neznosni (Asbastaktos). Teofilakt je kot vojak rešil cesarja Bazilija I. v bitki pri Tefriki in bil zato nagrajen s položajem v cesarski gardi.
Roman se je kljub temu, da ni imel nobene izobrazbe, kar je kasneje zlorabil njegov zet Konstantin VII., med vladanjem cesarja Leona VI. Modrega vztrajno vzpenjal po vojaški hierarhični lestvici. Leta 911 je postal general samoške pomorske teme. Kasneje je služil kot admiral ladjevja (droungarios tou ploimou) in leta 917 verjetno sodeloval v bizantinskih operacijah proti Bolgariji na Donavi. Po katastrofalnem bizantinskem porazu v bitki z Bolgari  pri Aheleju leta 917 je odplul proti Konstantinoplu. Leta 919 je izvedel državni udar in odstavil cesarico Zojo Karbonopsino in njenega podpornika Leona Fokasa in sam prevzel regentstvo nad mladoletnim  Konstantinom VII..

## Vzpon na prestol
25. marca 919 je Roman Lekapen na čelu svojega ladjevja zasedel konstantinopelsko  palačo Bukoleon in odstavil  vlado. Na začetku je prevzel položaj  magistra (magistros, načelnik vseh državnih uradov) in  poveljnika cesarske straže (megas hetaireiarches), vendar se je hitro povzpel in utrdil svoj položaj. 19. aprila je hčerko Heleno poročil s Konstantinom VII. in privzel naslov bazileopator  (cesarjev oče). 24. septembra se je začel naslavljati s cezar (mlajši cesar) in se 17. decembra okronal za starejšega cesarja.
V naslednjih letih je za socesarje imenoval svoje sinove Kristoforja (921) ter Stefana in Konstantina (924), čeprav je bil v tem času Konstantin VII. po položaju drugi v cesarstvu. Konstantinov položaj je ostal nedotaknjen in nesporen, zato so Romana I. imenovali tudi mehki uzurpator. Svoj položaj je utrdil s porokama svojih hčera v močni aristokratski družini Argiros in Museles, odpoklicem  odstavljenega patriarha Nikolaja Mistika in končanjem  spora s papežem zaradi štirih porok cesarja Leona VI. Modrega.
Na začetku vladanja je doživel več zarot, zaradi katerih je odstavil svoja glavna zaupnika  Ivana Reiktorja  in Ivana Mistika. Od 925 pa vse do konca njegovega vladanja  je položaj  komornika in glavnega svetovalca zasedal Teofan.

## Vojna in mir z Bolgarijo
Prvi izziv za novega cesarja je bila vojna z Bolgarijo, ki se je začela že leta 913 in ponovno razvnela med Zojinim regentstvom. Roman se je po prihodu na prestol odločil, da bi omejil načrte Simeona I. Bolgarskega za zavezništvo s Konstantinom VII. in preklical nepriljubljene koncesije, ki so zrušile že dve bizantinski vladi. Naslednja štiri leta njegove vladavine je zato zaznamovala vojna z Bolgarijo. Čeprav je bil Simeon na splošno v premoči, zaradi nepremagljivega konstantinopelskega obzidja ni mogel pridobiti odločilne prednosti. Ko je leta 924 znova na kopnem blokiral bizantinsko prestolnico, je Romanu uspelo začeti pogajanja.  
S Simeonom se je osebno srečal v Kosmidionu in domnevno kritiziral njegovo nespoštovanje običajev in pravoslavnega krščanskega bratstva in ga osramotil s trditvijo, da se poskuša pomiriti in hkrati oblega Konstatinopel.  Pogovor se je v resnici končal s sklenitvijo miru in Romanovim tihim priznanjem Simeona za bolgarskega carja. Odnosi med državama so se nadaljevali s prerekanji za cesarske naslove, ker se je Simeon imel tudi za cesarja Rimljanov (Bizantincev), mir med državama pa je kljub temu obveljal.
Po Simeonovi smrti maja 927 je novi bolgarski cesar Peter I. začel razkazovati svojo moč in napadel bizantinsko Trakijo, vendar se je bil hkrati pripravljen pogajati za bolj trajen mir. Roman je izkoristil priložnost in predlagal spravno poroko med obema vladarskima hišama in istočasno obnovil srbsko-bizantinsko zavezništvo s Časlavom Srbskim, kateremu je priznal neodvisnost. Peter I. se je septembra 927 v Konstantinoplu poročil s hčerko Romanovega najstarejšega sina Kristoforja in Romanovo vnukino Marijo Lekapeno, ki se je po poroki simbolično preimenovala v Ireno (mir).  Kristofor je s poroko pridobil položaj nad svojim svakom Konstantinom VII., kar je morda povzročilo kasnejše nerazpoloženje do Lekapenov, Bolgarov in cesarskih porok z nepomembneži.  
Roman je s poroko odpravil neposredno vojaško konfrontacijo z Bolgarijo. Mir je kljub temu, da so Bizantinci podprli upor Srbov proti Bolgarom, Bolgari pa dovolili Ogrom, da preko njihovega ozemlja vdirajo v Bizantinsko cesarstvo, trajal štirideset let do napada Svjatoslava I. Kijevskega na  Bolgarijo.

## Pohodi na vzhodu
Roman je za poveljnika kopenske vojske (domestikos ton scholon) na vzhodu imenoval briljantnega generala Ivana Kurkuasa. General je zatrl upor v  Haldiji in leta 924 interveniral v Armeniji. Od leta 926 se je odpravljal na pohode proti Abasidskemu kalifatu in njegovim vazalom in leta 934 izvojeval pomembno zmago v bitki pri Meliteni. Na osvojitev Melitene se pogosto  gleda kot na prvi veliki bizantinski dosežek v vojni proti muslimanom.
Leta 941 je moral  med odsotnostjo kopenske vojske protovestiarij Teofan s 15 zastarelimi ladjami  braniti Konstantinopel pred napadom Kijevčanov. Rusi so bili zaradi uporabe grškega ognja poraženi. Kasneje so doživeli poraz tudi na kopnem, ko jih je po izkrcanju v Bitiniji napadla vojska generala Kurkuasa. Leta 944 je Roman sklenil mir s kijevskim knezom Igorjem. Kriza je minila in Kurkuas se je z vojsko vrnil na vzhodno mejo.
Kurkuas je leta 943 vdrl v severno Mezopotamijo in leta 944 oblegal Edeso.  V zameno za umik je dobil mandilion, prt s Kristusovo podobo in  eno od najbolj cenjenih bizantinskih relikvij, katero naj bi sam Jezus Kristus poslal kralju Abgarju V. Edeškemu. Ivana Kurkusa, na katerega nekateri gledajo kot na drugega Trajana ali drugega Belizarja,  so po padcu Lekapenov leta 945 odpustili.  Njegovi dosežki na vzhodni meji so utrli pot k še večjim bizantinskim  osvojitvam sredi in v drugi polovici 10. stoletja.

## Notranja politika
Roman I. Lekapen je poskušal okrepiti bizantinsko cesarstvo in zato sklepal mir, kjer je bilo mogoče. Za zaščito bizantinske Trakije pred vpadi Ogrov, zlati takih v letih 934 in 943, jim je plačeval vojni davek in iskal diplomatske rešitve. Na svojo stran je dobil Hazare, ki so ostali njegovi zavezniki, dokler ni začel v cesarstvu preganjati Judov. Po podatkih v Schechterjevem pismu  se je hazarski vladar Jožef na preganjanje odzval tako, da je  »pokončal mnogo kristjanov«, Roman pa se mu je maščeval tako, da je nanj naščuval Olega Novgorodskega.
Na  podoben način je vzpostavil mir v Cerkvi  in se izognil novemu konfliktu s papežem, tako da je leta 920 objavil Razglas o zedinjenju.  Leta 933 je izkoristil izpraznjeno mesto konstantinopelskega patriarha in za patriarha imenoval svojega mlajšega sina Teofilakta. Novi patriarh ni zaslovel s svojo pobožnostjo in duhovnostjo, ampak s tem, da je v bizantinsko bogoslužje  vnesel pompozne elemente in bil  navdušen rejec konj. Ko se je ena od njegovih najljubših kobil žrebila, je menda zapustil množico svojih vernikov  in ji pomagal pri porodu.
Roman je bil tudi dejaven zakonodajalec, ki je objavil niz zakonov za zaščito malih zemljiških posestnikov pred pogoltnim veleposestniškim plemstvom (dynatoi). K novi zakonodaji sta morda pripomogla pomanjkanje in lakota leta 927  in upor Bazilija Bakrenorokega, ki je sledil. Cesarju je uspelo dvigniti davke aristokraciji, s čimer je postavil državne finance na bolj trdne temelje. Uspešno je zatrl upore v več provincah, med katerimi so bili najbolj znani upori v Haldiji, južni Italiji in na Peloponezu.
V Konstantinoplu si je ob Marmarskem morju zgradil palačo Mirelaion. Ob njej je zgradil svetišče, ki je postalo prvi primer zasebne pogrebne cerkve bizantinskega cesarja. Pri Bakrenih vratih, mogočnem vhodu v cesarsko palačo, je dal zgraditi kapelo, posvečeno  Kristusu.

## Zadnja leta
Zadnja leta Romanove vladavine je zaznamovalo povečano zanimanje za božo sodbo in vedno večji občutek krivde zaradi njegovo vloge v uzurpaciji prestola Konstantina VII.. Po smrti daleč najbolj kompetentnega sina Kristoforja leta 931 svojih mlajših sinov ni povišal na položaje nad Konstantinom VII.. Zaradi strahu, da bo Roman omogočil Konstantinu VII. naslediti bizantinski prestol, sta ga mlajša sinova Stefan in Konstantin odpeljala na Prinčeve otoke v Marmarskem morju in prisilila, da je postal menih. Prebivalci Konstantinopla so se zaradi ogroženega položaja Konstantina VII. uprli, bratoma odvzeli cesarska položaja in ju izgnali k njunemu očetu. 
Roman je umrl junija 948. Pokopali so ga kot druge člane njegove družine v cerkvi Mirelaion.  Konstantin VII., ki je dolgo živel pod stalno grožnjo, da ga bodo odstavili ali celo ubili,  je bil z Lekapeni v veliki zameri.  V svojem priročniku De administrando imperio, ki ga je napisal za sina in naslednika Romana II., o pokojnem  tastu nima dobrega mnenja: »Cesar Roman je bil nepismen idiot brez dvorne vzgoje, ki od samega začetka ni upošteval bizantinskih običajev, ki ni bil niti cesarskega niti plemiškega porekla in bil zato pri večini stvari grob in avtoritativen. V svojih prepričanjih je bil neotesan, trdovraten, neveden in brez občutka, kaj je dobro, pravilno in primerno«.

## Družina
V zakonu s Teodoro, ki je umrla leta 922, je imel šest otrok:
- Kristoforja Lekapena, socesarja od leta 921 do 931, poročenega z avgusto Sofijo in očeta Marije (Irene), žene bolgarskega carja Petra I. Bolgarskega. Njegov sin Mihael Lekapen je bil morda socesar svojega starega očeta.
- Stefana Lekapena, socesarja od leta 924 do 945 († 967).
- Konstantina Lekapena, socesarja od leta 924 do 945 († 946).
- Teofilakta Lekapena, konstantinopelskega patriarha od leta 933 do 956.
- Heleno Lekapeno, ženo cesarja Konstantina VII..
- Agato Lekapeno, poročeno z Romanom Argirom. Njun sin je bil cesar Roman III. .

Roman I. je imel tudi izvenzakonskega sina, evnuha Bazilija, ki je imel velik vpliv na bizantinskem dvoru, zlasti v letih 976 do 985.